# NoHo Partners
Pour les articles homonymes, voir NoHo.
NoHo Partners Oyj (jusqu'en 2018 Restamax Oyj) est une société finlandaise de restauration. 

## Histoire
Le restaurant pub Restamax est fondé à Tampere en 1996.
Fin 2013, Restamax est la première entreprise de restauration en Finlande à être cotée à la Bourse d'Helsinki.
L'activité de la société à cette époque se concentrait sur les plus grandes villes et centres commerciaux de Finlande.
En mars 2018, Restamax s'étend au Danemark, où l'entreprise a rapidement exploité une douzaine de restaurants et pubs.
En avril 2018, Restamax annonce l'acquisition de Royal Ravintolat (fi), qui détenait, entre autres, les restaurants Savoy et Elite (fi).
En novembre 2018, Restamax devient de NoHo Partners Oyj, nom formé par les mots Nordic Hospitality Partners.
En avril 2019, NoHo Partners étend ses activités en Norvège avec l'acquisition de 15 restaurants.
En fin 2019, NoHo Partners détenait quelque 250 restaurants et 65 discothèques, restaurants sociaux et de divertissement,. 
En février 2020, NoHo Partners annonce avoir acquis une participation majoritaire de 70% de Friends & Brgrs (fi), une chaîne de hamburgers. 
L'acquisition prennant effet le 1er avril.

## Actionnaires
Au 29 février 2020, les plus grands actionnaires de NoHo Partners sont:
| #  | Actionnaire              | Actions    | %     |
| -- | ------------------------ | ---------- | ----- |
| 1  | Laine Capital Oy         | 5 105 844  | 26,86 |
| 2  | Mika Rainer Niemi        | 2 236 789  | 11,77 |
| 3  | Pimu Capital Oy          | 2 193 048  | 11,54 |
| 4  | Intera Fund II Ky        | 918 755    | 4,83  |
| 5  | Sr Evli Suomi Pienyhtiöt | 862 000    | 4,53  |
| 6  | Ilmarinen oy             | 395 000    | 2,08  |
| 7  | Sign Systems Finland Oy  | 369 174    | 1,94  |
| 8  | Sr Evli Suomi Select     | 297 200    | 1,56  |
| 9  | Hanna-Stiina Niemi       | 295 350    | 1,55  |
| 10 | Elo                      | 271 566    | 1,43  |
|    | Total [1-20]             | 14 982 875 | 78,82 |